# تپه سرجو
تپه سرجو مربوط به هزاره ۵ قبل از میلاد است و در شهرستان سنندج، بخش مرکزی، دهستان آبیدر، شرق روستای کره سی واقع شده و این اثر در تاریخ ۷ اسفند ۱۳۸۶ با شمارهٔ ثبت ۲۱۵۱۷ به‌عنوان یکی از آثار ملی ایران به ثبت رسیده است.